# Cab Halloloco
Cab Halloloco es una serie de historietas española realizadas por Jan y publicada en las revistas JAuJA y Superlópez entre 1982 y 1987. Es una parodia de las historietas del Oeste. 

## Argumento
Cuenta las desventuras de Cab Halloloco, un extraño cow-boy, que intenta realizar sus obligaciones como mejor puede, pero por desgracia rara vez tiene éxito por culpa de su torpeza y mala suerte. Suelen parodiar tópicos de las historias del Oeste. Por ejemplo, en una historieta el protagonista se prepara un café en el desierto, con tal mala pata que el humo que hace es interpretado como señales de guerra por los indios circundantes. En otra historieta se enfrenta en un duelo por su amada Susanita, pero como ninguno de los dos duelistas se atreve a desenfundar primero, se hace de noche y la chica se va con otro.
Las historietas son de dos páginas cada una.

## Trayectoria editorial
Se publicaron un total de 18 historietas entre 1982 y 1987 en las revistas JAuJA y Superlópez.
En 2021 la editorial DQómics publicó un recopilatorio de todas las aventuras del personaje, con un nuevo coloreado del autor y una historieta extra de 15 páginas, donde Jan se encuentra con los personajes que habitan esta ciudad del oeste de Pecas.